# Приближение Буссинеска
Уравнения тепловой конвекции (уравнения Буссине́ска, приближение Буссине́ска) в приближении Буссинеска — Обербека — наиболее популярная модель для описания конвекции в жидкостях и газах.
Модель включает в себя уравнение Навье — Стокса, уравнение теплопроводности и уравнение несжимаемости. Основная идея приближения состоит в особенности учёта зависимости плотности от температуры. Именно, в системе уравнений конвекции данная зависимость учитывается только при массовых силах:
{\displaystyle \rho _{0}\left({\frac {\partial {\vec {v}}}{\partial t}}+({\vec {v}}\cdot \nabla ){\vec {v}}\right)=-\nabla p+\eta \Delta {\vec {v}}+\rho (T){\vec {g}},}
{\displaystyle {\frac {\partial T}{\partial t}}+{\vec {v}}\cdot \nabla T=\chi \Delta T,}
{\displaystyle \operatorname {div} {\vec {v}}=0,}
где {\displaystyle {\vec {v}}} — скорость течения, {\displaystyle T} — абсолютная температура, {\displaystyle p} — давление, {\displaystyle \eta } — динамическая вязкость, {\displaystyle \chi } — коэффициент температуропроводности, {\displaystyle {\vec {g}}} — ускорение свободного падения.
Часто для зависимости плотности от температуры применяется линейная аппроксимация:
{\displaystyle \rho (T)=\rho _{0}(1-\beta \theta )},
где {\displaystyle \beta } — коэффициент объёмного расширения, {\displaystyle \theta =T-T_{0}} — отклонение температуры от равновесного состояния, {\displaystyle \rho _{0}} — плотность жидкости при некоторой равновесной температуре {\displaystyle T_{0}}. Поскольку {\displaystyle \beta } и отклонение температуры обычно относительно невелико, то линейное приближение обладает приемлемой точностью в большинстве исследуемых задач.
Подстановка линейной зависимости плотности и перенормировка давления позволяют исключить слагаемое {\displaystyle \rho _{0}{\vec {g}}}. Окончательно задача конвекции несжимаемой жидкости в приближении Буссинеска принимает следующий вид:
{\displaystyle {\frac {\partial {\vec {v}}}{\partial t}}+({\vec {v}}\cdot \nabla ){\vec {v}}=-{\frac {1}{\rho _{0}}}\nabla p+\nu \Delta {\vec {v}}-\beta \theta {\vec {g}},}
{\displaystyle {\frac {\partial \theta }{\partial t}}+{\vec {v}}\cdot \nabla \theta =\chi \Delta \theta ,}
{\displaystyle \operatorname {div} {\vec {v}}=0,}
здесь {\displaystyle \nu } — кинематическая вязкость.
Приведённая задача конвекции в различных постановках неоднократно исследовалась. Наиболее широко известна задача Рэлея — Бенара о конвекции в плоском слое жидкости. При определённых условиях возможно точное решение задачи, например, для ламинарной конвекции в вертикальном слое при подогреве сбоку (иногда встречается под названием «задача Гершуни»).